# NEC 슈퍼 타워
NEC 슈퍼 타워(일본어: NECスーパータワー, 영어: NEC Supertower)는 도쿄도 미나토구에 있는 일본의 마천루이다. 높이는 180m, 지상 43층과 지하 4층으로 돼있다. 이 빌딩에는 닛폰 전기(NEC) 본사가 입주하면서 닛폰 전기 본사 빌딩(日本電気本社ビル)이라고 불리기도 한다.

## 사진

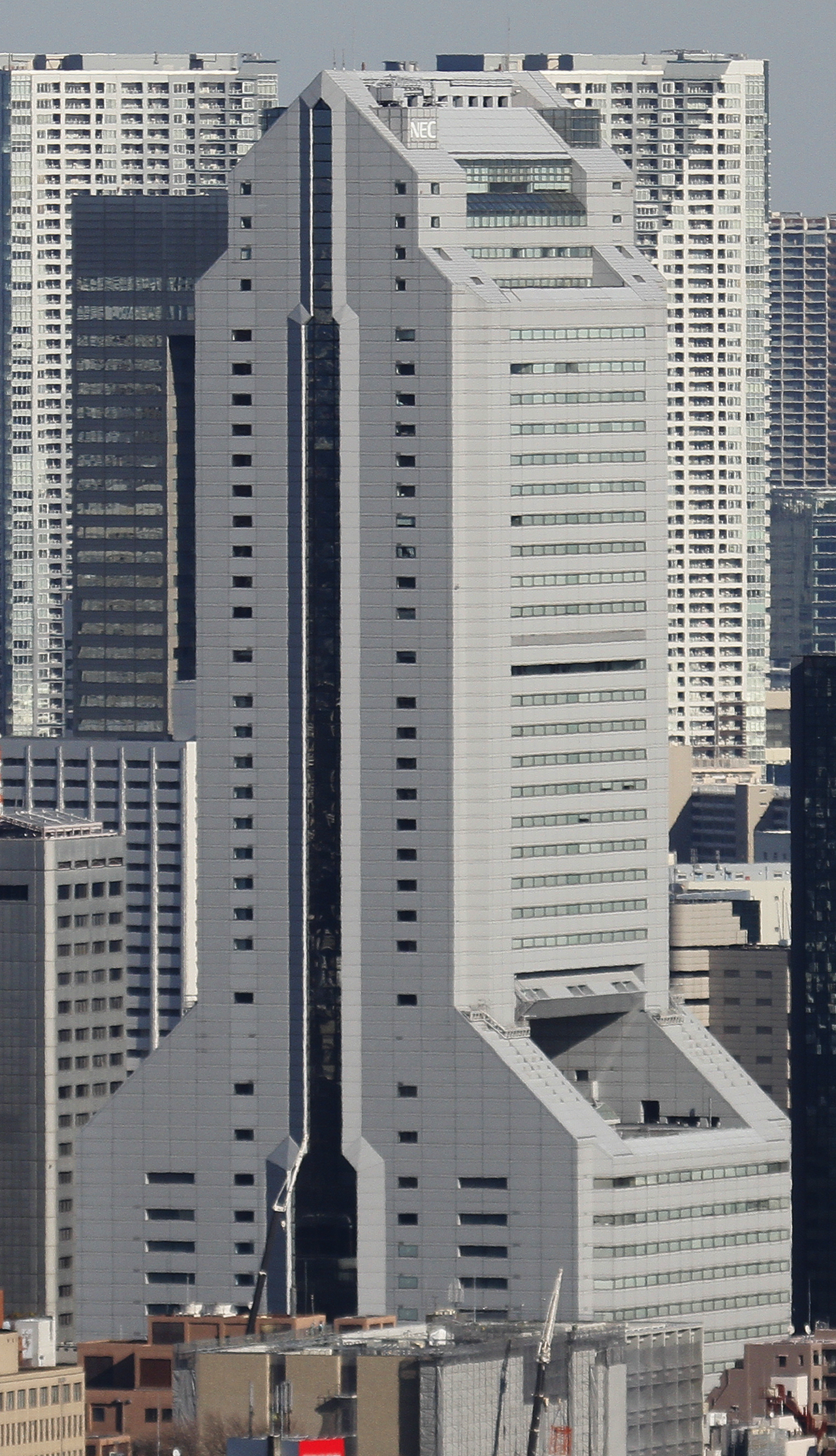
건물 외관
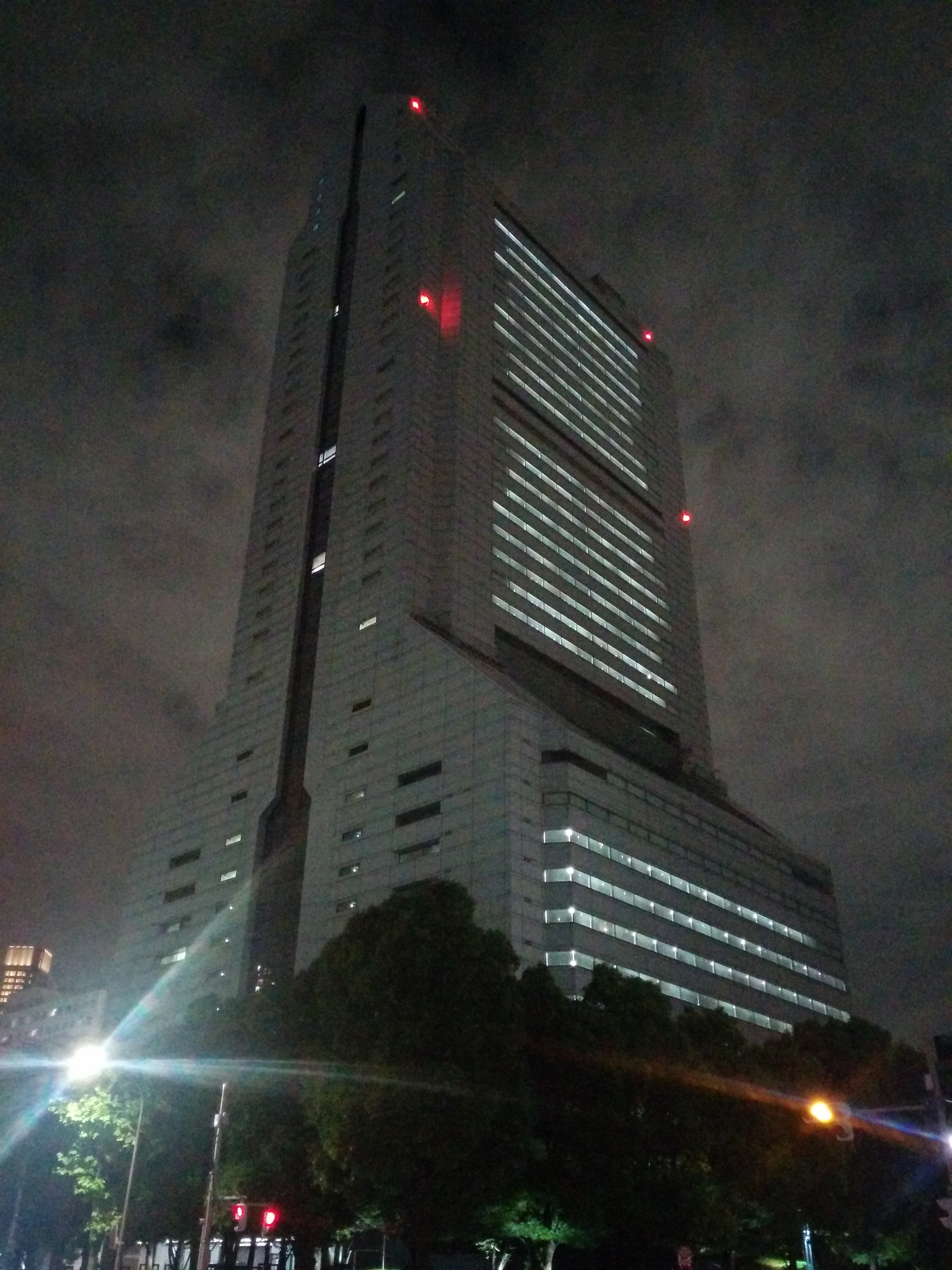
건물 야경

## 교통 정보
- JR 야마노테 선·게이힌 도호쿠 선 다마치 역에서 도보로 5분
- 도에이 지하철 미타 선·아사쿠사 선 미타 역과 직결

## 같이 보기
- 일본의 마천루 목록
- 도쿄도의 마천루 목록